# Hacıbala Abutalıbov

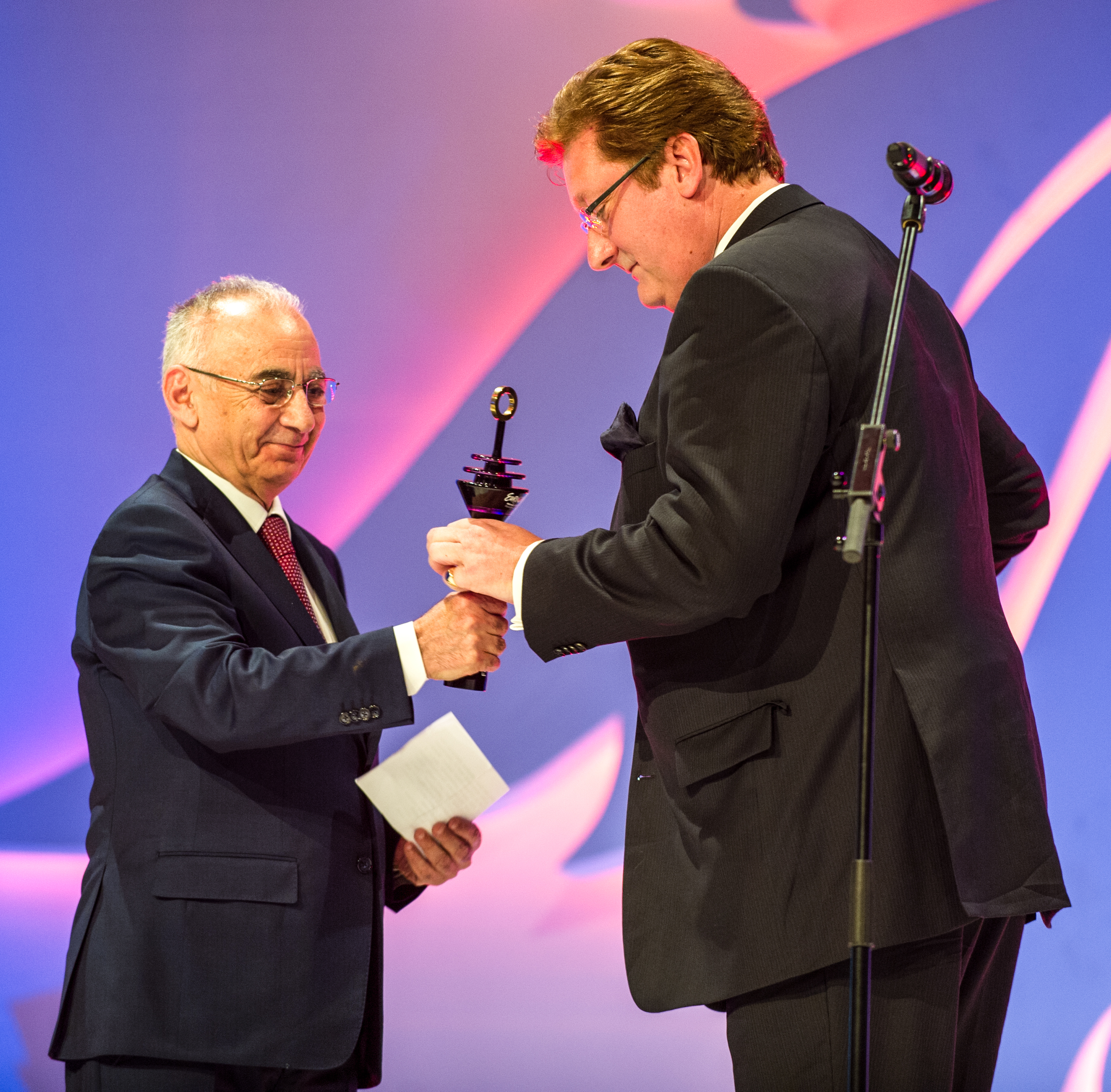
Hacıbala Abutalıbov (links) mit dem Düsseldorfer Bürgermeister Dirk Elbers (2012)

Hacıbala İbrahim oğlu Abutalıbov (russisch Гаджибала Абуталыбов/Gadschibala Abutalybow; * 13. Mai 1944 in Krasnowodsk, Turkmenische SSR) ist ein aserbaidschanischer Physiker und Politiker und seit 2001 Bürgermeister von Baku.

## Leben
Abutalıbov studierte Physik an der Staatlichen Universität Baku und schloss das Studium 1965 ab. Ab 1969 war er am Physikalisch-Technischen Institut „A. F. Joffe“ der Akademie der Wissenschaften der UdSSR in Leningrad eingeschrieben. 1976 promovierte er dort. In den 1980er Jahren forschte er in Baku im Bereich der Halbleitertechnik. 1995 wurde er zum Leiter des Physik-Labors der Aserbaidschanischen Akademie der Wissenschaften. Im selben Jahr wurde er Bezirksleiter des Bakuer Stadtteils Suraxanı, in dieser Position verblieb er bis 1999. 2000 war Abutalıbov stellvertretender Ministerpräsident Aserbaidschans. Seit dem 30. Januar 2001 ist er der amtierende Bürgermeister Bakus, der Hauptstadt Aserbaidschans.
2005 sagte Abutalıbov bei einem Treffen mit einer Delegation aus Bayern in Bezug auf Armenier und den Bergkarabachkonflikt: „Unser Ziel ist die vollständige Auslöschung der Armenier. Ihr Nazis habt doch die Juden in den 1930er und 1940er Jahren ausgelöscht, oder? Ihr solltet also in der Lage sein, uns zu verstehen.“
Abutalıbov ist verheiratet und hat zwei Kinder.